# Richie Bayes
Pour les articles homonymes, voir Bayes.
Richmond Allan Bayes, dit Richie Bayes, (né le 21 mars 1948 à Toronto en Ontario au Canada – mort le 16 octobre 2006) est un joueur de hockey sur glace.

## Biographie
Il est connu pour être le premier choix des Black Hawks de Chicago lors du repêchage amateur de la Ligue nationale de hockey de 1964. Il est alors le quatrième joueur choisi après Claude Gauthier sélectionné par les Red Wings de Détroit.

## Statistiques
| Saison    | Équipe                        | Ligue         |    | Saison régulière | Saison régulière | Saison régulière | Saison régulière | Saison régulière |   | Séries éliminatoires | Séries éliminatoires | Séries éliminatoires | Séries éliminatoires | Séries éliminatoires |
| Saison    | Équipe                        | Ligue         | PJ | B                | A                | Pts              | Pun              | PJ               | B | A                    | Pts                  | Pun                  |                      |                      |
| 1965-1966 | Black Hawks de St. Catharines | AHO           | 46 | 20               | 15               | 35               | 2                | -                | - | -                    | -                    | -                    |                      |                      |
| 1966-1967 | Marlboros de Toronto          | AHO           | 48 | 22               | 20               | 42               | 8                | -                | - | -                    | -                    | -                    |                      |                      |
| 1967-1968 | Marlboros de Toronto          | AHO           | 54 | 40               | 52               | 92               | 21               | -                | - | -                    | -                    | -                    |                      |                      |
| 1968-1969 | Nationals d'Ottawa            | AHO Sr.       | 7  | 6                | 6                | 12               | 0                | -                | - | -                    | -                    | -                    |                      |                      |
| 1969-1970 | Canada                        | International |    |                  |                  |                  |                  |                  |   |                      |                      |                      |                      |                      |
| 1970-1971 | Université Saint Mary         | CIAU          | 18 | 17               | 25               | 42               | 8                | -                | - | -                    | -                    | -                    |                      |                      |
| 1971-1972 | Université Saint Mary         | CIAU          | 18 | 7                | 21               | 28               | 4                | -                | - | -                    | -                    | -                    |                      |                      |
| 1972-1973 | Université Saint Mary         | CIAU          | 21 | 17               | 24               | 41               | 0                | -                | - | -                    | -                    | -                    |                      |                      |
| 1973-1974 | Dusters de Broome County      | NAHL          | 53 | 17               | 31               | 48               | 23               | -                | - | -                    | -                    | -                    |                      |                      |
| 1973-1974 | Jets de Johnstown             | NAHL          | 3  | 0                | 1                | 1                | 0                | -                | - | -                    | -                    | -                    |                      |                      |